# Сиссоко, Самбу
Самбу́ Сиссоко́ (фр. Sambou Sissoko; 27 апреля 1999) — французский футболист, полузащитник клуба «Валансьен».

## Клубная карьера
Уроженец Кламара, Самбу Сиссоко выступал за молодёжные команды «Фонтенезьенн» и «Монруж 92». В 2014 году стал игроком футбольной академии клуба «Тур». 11 августа 2017 года дебютировал в основном составе «Тура» в матче французской Лиги 2 против «Реймса».
В январе 2019 года перешёл в «Реймс», подписав с клубом четырёхлетний контракт. 8 декабря 2019 года дебютировал во французской Лиге 1, выйдя на замену в матче против «Сент-Этьена».

## Карьера в сборной
Выступал за сборные Франции до 19 и до 20 лет.

## Достижения
«Ворскла»
- Финалист Кубка Украины: 2023/24